# Battaglia di Ware Bottom Church
La battaglia di Ware Bottom Church fu un episodio della campagna di Bermuda Hundred della guerra di secessione americana.
Il 20 maggio 1864 le truppe nordiste di Benjamin Butler vennero sconfitte da quelle sudiste guidate da P.G.T. Beauregard nella contea di Chesterfield (Virginia). Nonostante la vittoria dei confederati, le forze di Butler rimasero a difesa di Bermuda Hundred .
A seguito della battaglia, i confederati iniziarono a costruire una serie di fortificazioni, conosciute col nome di linea Howlett .